# Cephalopachus bancanus
Cephalopachus bancanus é uma espécie de társio. Tal como outros társios, possui grandes olhos que os ajudam a desenvolver as suas normais actividades nocturnas, nomeadamente a captura de presas.
Estes primatas podem ser encontrados nas florestas do Brunei, da Indonésia e da Malásia. É carnívoro, alimentando-se principalmente de insectos, mas também de pequenos vertebrados. Um único indivíduo poderá consumir até 10% do seu peso em apenas um dia. Possuem um olfacto e audição apurados.
Existem 4 subespécies:
- Cephalopachus bancanus bancanus
- Cephalopachus bancanus saltator
- Cephalopachus bancanus borneanus
- Cephalopachus bancanus natunensis